# Dactylomyinae
A Dactylomyinae az emlősök (Mammalia) osztályának a rágcsálók (Rodentia) rendjébe, ezen belül a tüskéspatkányfélék (Echimyidae) családjába tartozó alcsalád.

## Rendszerezés
Az alcsaládba az alábbi 3 nem és 6 faj tartozik:
- Dactylomys I. Geoffroy, 1838 - 3 faj, selymes-tüskéspatkányok
- Kannabateomys Jentink, 1891 - 1 faj; szinonimája: Cannabateomys Lydekker, 1892
  - brazíliai ujjas patkány vagy ujjas tüskéspatkány (Kannabateomys amblyonyx) Wagner, 1845
- Olallamys Emmons, 1988 - 2 faj